# Henri Gatien Bertrand
Henri Gatien Bertrand (ur. 28 marca 1773 w Châteauroux, zm. 31 stycznia 1844 tamże) – francuski generał, adiutant Napoleona Bonaparte, wielki marszałek dworu cesarskiego (1813–1815), towarzyszący Napoleonowi aż do śmierci cesarza na Wyspie Świętej Heleny (1821).

## Życiorys
Urodzony w rodzinie burżuazyjnej, uczył się w Prytanée National Militaire, następnie w École royale du génie de Mézières, szkole wojsk inżynieryjnych, którą ukończył w 1793 r. W stopniu porucznika wstąpił do armii rewolucyjnej Francji, awansował na kapitana, walczył w Pirenejach przeciwko Hiszpanii, potem skierowany do służby dyplomatycznej w tureckim Konstantynopolu. Od 1797 służył w Armii Italii dowodzonej przez generała Napoleona Bonaparte. Razem z Bonapartem udał się na wyprawę do Egiptu, gdzie walczył w bitwie pod piramidami i pod Abukirem (1799), po której otrzymał awans na pułkownika. W 1800 został generałem brygady.
Po powrocie do Francji (1801) nadal służył na dowódczych stanowiskach w wojskach inżynieryjnych. W 1804 roku został generalnym inspektorem wojsk inżynieryjnych i adiutantem Napoleona. Odtąd brał udział w bitwach u boku cesarza, walczył pod Austerlitz (1805), w wojnie z Prusami był pod Jeną (1806), przyjmował kapitulację Spandau, uczestniczył w oblężeniu Gdańska, został komendantem Głogowa, w wojnie z Rosją walczył pod Pruską Iławą i Frydlandem (1807).
W uznaniu jego zasług cesarz w 1808 mianował go generałem dywizji i obdarzył godnością hrabiego cesarstwa. W tym samym roku został wysłany do Hiszpanii. Rok później u boku cesarza wziął udział w wojnie przeciwko Austrii, gdzie kierował budową mostów na Dunaju, walcząc pod Essling i Wagram (1809), za co otrzymał Legię Honorową.
W kwietniu 1811 został gubernatorem prowincji Iliryjskich, przyłączonych dwa lata wcześniej do Francji, zastępując marszałka Marmonta. Na stanowisku tym pozostał formalnie do 1813. Po klęsce Wielkiej Armii podczas wyprawy na Rosję, przedstawił cesarzowi plan odtworzenia wyniszczonej kawalerii, w oparciu o jednostki chorwackie, które jednak w przyszłości masowo zdezerterowały, gdy miały walczyć przeciwko Austriakom. Niemniej Napoleon w 1813, na czas kampanii niemieckiej powierzył Bertrandowi dowództwo IV korpusu, który walczył m.in. w bitwach pod Lützen, Großbeeren, Dennewitz i Lipskiem.
Po śmierci generała Duroca (23 maja 1813) i krótkotrwałym urzędowaniu generała Caulaincourta, który następnie przejął stanowisko ministra spraw zagranicznych, Bertrand z nadania Napoleona objął godność wielkiego marszałka dworu cesarskiego (18 listopada 1813). W czasie kampanii francuskiej 1814 roku pełnił obowiązki zastępcy szefa sztabu.
Po upadku Napoleona w kwietniu 1814 i restauracji Burbonów, Bertrand razem z cesarzem wyjechał na Elbę, gdzie wykonywał, tytularne raczej, obowiązki ministra spraw wewnętrznych. Podczas tzw. „100 dni” wrócił z Napoleonem do Francji i wziął udział w bitwie pod Waterloo (1815). Po klęsce i ostatecznej abdykacji Napoleona, Bertrand udał się wraz z cesarzem na wygnanie na Wyspę Świętej Heleny, gdzie towarzyszył Bonapartemu aż do jego śmierci (5 maja 1821). Tam stał się powiernikiem cesarza, notując jego wspomnienia. Na wyspie Bertrand pełnił obowiązki marszałka dworu, choć mieszkał w osobnym budynku, w przeciwieństwie do innych osób towarzyszących cesarzowi, jak np. generał Gaspard Gourgaud, czy hrabia Charles Montholon (oskarżany później o otrucie Napoleona).
Po śmierci Napoleona Bertrand wrócił do Francji (październik 1821), gdzie został ułaskawiony, bowiem ciążył na nim wyrok śmierci wydany w 1816, po powrocie Bourbonów. Po rewolucji lipcowej został komendantem École polytechnique (listopad 1830), był deputowanym z rodzinnego Indre do parlamentu, w 1834 wycofał się z życia publicznego. Kilka lat przebywał na Martynice, skąd pochodziła rodzina jego żony, gdzie został gubernatorem wyspy.
W 1840 jeszcze raz wybrał się na wyspę Św. Heleny, by sprowadzić do Francji zwłoki Napoleona. Przewodniczył uroczystościom związanym ze złożeniem zwłok cesarza w Pałacu Inwalidów. Następnie udał się w podróż po Karaibach i po Stanach Zjednoczonych Ameryki. Powrócił do Châteauroux, gdzie zmarł 31 stycznia 1844.
W 1808 poślubił Frances (Fanny) Dillon (zm. 1836), córkę generała Arthura Dillona, zgilotynowanego w 1794 r. Matka Frances była spokrewniona z Józefiną, pierwszą żoną Napoleona Bonapartego. Bertrand miał trzech synów: Napoleona, Henryka i Artura (ten ostatni urodził się w 1818 na wyspie Świętej Heleny) oraz córkę Hortensję Eugenię.
Pochowany w Dôme des Invalides.

## Odznaczenia
- Wielki Orzeł Legii Honorowej
- Kawaler Orderu Korony Żelaznej (Królestwo Włoch)
- Wielki Krzyż Wierności (Wielkie Księstwo Badenii)[3]